# Hugo Meister
Hugo Meister (* 27. Februar 1901 in Langensalza; † 13. November 1956 in Gotha) war ein deutscher Politiker (KPD).

## Leben
Er wuchs in einem Waisenhaus auf und ging 1915–1916 in Tischlerlehre, die er wegen einer Augenerkrankung abbrach.
1926 wurde er Transportarbeiter im Reichsbahnausbesserungswerk Gotha und dort Mitglied des Betriebsrates.

## Politische Laufbahn
1918 wurde er Mitglied der USPD und der Freien sozialistischen Jugend, bei der Spaltung der USPD 1919 ging er in die KPD. 1925 wurde er dort Mitglied der Unterbezirksleitung in Gotha. 1927–1931 war er politischer Leiter des UB Gotha der KPD und Mitglied der erweiterten Bezirksleitung in Thüringen. 1928–1932 zudem Stadtratsmitglied der KPD-Fraktion in Gotha. 1932 wurde er als Betriebsratsvorsitzender im RAW Gotha und Leiter der RGO (Eisenbahn) in Thüringen wegen Führung eines Proteststreiks gegen Papens Notverordnungen aus dem Reichsbahndienst entlassen.
Nach der Machtergreifung 1933 wurde er wegen "illegaler Tätigkeit" verhaftet und war bis 1935 im Zuchthaus Gräfentonna inhaftiert. Danach wurde er Angehöriger der Widerstandsgruppe um Theodor Neubauer und 1944 erneut verhaftet und durch die GeStaPo in das KZ Buchenwald eingeliefert, wo er bis zur Befreiung durch die Amerikaner verblieb. Beim Einmarsch der Amerikaner am 3. Mai 1945 war er mit Hermann Henselmann, Günther Gottschalk und Oskar Gründler Mitglied des Antifaschistischen Komitees seiner Heimatstadt Gotha. Nach Übernahme der Stadt durch die Sowjetische Militäradministration in Deutschland im Juli 1945 wurde er im November 1945 2. Bürgermeister der Stadt und blieb dies bis 1951. Zudem besuchte er ab 1949 die Verwaltungsakademie in Forst-Zinna. Anfang 1951 bis 31. März 1951 war er Direktor der Kommunal-Wirtschafts-Unternehmen. Im Juli 1951 erfolgte sein Ausschluss aus der SED.

## Würdigungen
Vor seinem ehemaligen Wohnhaus in Gotha, Schützenallee 26, wurde im August 2014 ein Stolperstein verlegt.